# Бунтовник (албум Дада Полументе)
Бунтовник је пети студијски албум црногорског поп-фолк певача Дада Полументе, издат 2010. године за Гранд продакшн. На албуму се налази дует са Ацом Лукасом. Поред самог певача, на албуму су радили Саша Ковачевић и Дамир Хандановић. Пратеће вокале је певао Саша Ковачевић, као и Ивана Селаков. Песма Није од кармина је била хит.

## Списак песама
| №  | Назив                  | Текст            | Музика                         | Трајање |  |
| 1. | Фали ми љубав          | Горан Кириџић    | Гаврилидис Василис             |         |  |
| 2. | Седам субота           | Вуксан Билановић | Парис Евагелоу                 |         |  |
| 3. | Није од кармина        | Саша Лазић       | Дамир Хандановић               |         |  |
| 4. | Тијана                 | Вуксан Билановић | Пападопулус Кириакос           |         |  |
| 5. | Грешка                 | Дадо Полумента   | Звонко Демировић               |         |  |
| 6. | Од вина си ме опила    | Никола Руменић   | Саша Ковачевић, Раде Ковачевић |         |  |
| 7. | Ја и ти                | Дадо Полумента   | Мукидис Георгиос               |         |  |
| 8. | Колико пута кажем нећу | Дадо Полумента   | Шпат Касапи                    |         |  |
| 9. | Лањски снегови         | Џенита Халиловић | Дадо Полумента                 |         |  |